# Дроле, Франсуа
Франсуа-Луи Дроле (фр. François Louis•Drolet; род.16 июля 1972 года в Сент-Фуа, Квебек) — канадский конькобежец, специализирующаяся в шорт-треке. Олимпийский чемпион игр 1998 года, Трёхкратный чемпион мира.

## Спортивная карьера
Франсуа Дроле с раннего детства играл в хоккей, но в возрасте 15 лет по предложению тёти, мать записала его в клуб конькобежного спорта. Он тренировался по 2 раза в неделю, ему нравился в шорт-треке дух группового катания. В клубе «Норбек» он тренировался с такими мастерами, как Марк Ганьон и Фредерик Блэкберн. Его тренерами были Мишель Делиль и Натали Гренье. Франсуа дебютировал на международной арене в 1995 году, где на зимней Универсиаде в Испании выиграл две бронзовых медали на дистанциях 1000 и 1500 метров. После этого турнира его взяли в национальную сборную. В 1996 году он взял серебро в эстафете на чемпионате мира в Гааге и золото на командном чемпионате мира в Лейк-Плэсиде. На следующий год вновь выиграл серебряную медаль эстафеты в японском Нагано.

### Олимпиада 1998 года
У Франсуа была мечта, выиграть Олимпийское золото и вот в 1998 году на Олимпиаде в Нагано его мечта сбылась. В личных заездах на 500 метров он стал только 16-м, на 1000 метров — 11-м, пришло время эстафеты. Явным фаворитом была Корея, за год до Олимпиады они выиграли оба чемпионата мира, канадцы были тогда вторыми. Первую половину гонки лидировали итальянцы, но после падения они уже не претендовали ни на что. Вперёд вышли китайцы и Корея, но вскоре китаец Ли Цзяцзюнь столкнулся с корейским спортсменом и они упали. Канада вышла вперёд и уже до конца не упустили победу.
После этого успеха в том же году Франсуа с командой одержал победу на чемпионате мира в Вене в эстафете и в команде на чемпионате мира в Бормио, что поставило точку в его яркой и недолгой карьере спортсмена.

## Бизнес карьера
Ещё до Олимпиады Франсуа, как предприимчивый человек задумался о будущем после спорта и выкупил постоялый двор своего отца, для бизнеса. Он сосредоточился на изучении бизнес-администрирования в Университете Лаваля, который закончил в 1994 году. Франсуа управлял поместьем Невиля 14 лет с 1998 по 2001 год. Его компания называлась «Manoir de Neuville/ Sushi Nagano». В 2006 году на Олимпиаде в Турине он был советником сборной Канады по шорт-треку. Потом переехал в Монреаль, где работал в должности специалиста по оборудованию национальной команды. После рождения ребёнка он снова вернулся в бизнес и открыл компанию «Nagano Skate»,по производству заточек с алмазными пластинами для коньков, куда привлёк Деррика Кэмпбелла, Эрика Бедара и Шарля Амлена. В настоящее время вновь бегает на коньках и немного на лыжах.